# Batwheels
Batwheels est une série télévisée d'animation américaine en images de synthèse créée par Michael G. Stern d'après les personnages de l'univers Batman de DC Comics et diffusée depuis le 17 septembre 2022 sur Max puis sur Cartoon Network. 
En France, elle est diffusée à partir du 3 avril 2023 sur la chaîne Cartoonito, ainsi que sur Boomerang à partir du 21 octobre 2023, puis sur France 4 à compter du 26 novembre 2023. La série est également disponible en France sur Max depuis le 11 juin 2024, et sur Netflix depuis le 23 septembre 2024.

## Synopsis
Le Bat-ordinateur active les véhicules de la Bat-famille pour former les Batwheels, une équipe dirigée par Bam la Batmobile, qui est destinée à lutter contre le crime à Gotham City.

## Fiche technique
- Titre original : Batwheels
- Titre français : Batwheels
- Création : Michael G. Stern
- Scénario : d'après les personnages créés par Bob Kane et Bill Finger
- Musique : Alex Geringas
  - Générique : Andy Sturmer
- Animation : Superprod Animation
- Production : Steven Fink et Caroline Kermel
- Sociétés de production : Warner Bros. Animation, DC Entertainment, Bang Zoom
- Sociétés de distribution : 	Cartoon Network
- Pays de production :  États-Unis
- Langue originale : anglais
- Format :
- Genre : animation, super-héros
- Nombre de saisons : 2
- Nombre d'épisodes : 42
- Durée : 12 min.
- Dates de première diffusion :
  - États-Unis : 17 septembre 2022
  - France : 3 avril 2023

## Distribution

### Voix originales
- Jacob Bertrand : Bam, the Batmobile
- Jordan Reed puis Titus Blake : Red the Redbird (Flamme en VF)
- Madigan Kacmar : Bibi, the Batgirl Cycle
- Noah Bentley : Buff, the Bat Truck
- Lilimar : Wing the Batwing
- Kimberly Brooks : BC the Batcomputer
- Mick Wingert (en) : MOE the Mobile Operation Expert / The Joker
- Ethan Hawke : Bruce Wayne / Batman
- AJ Hudson : Duke Thomas / Robin
- Leah Lewis : Cassandra Cain / Batgirl
- MacLeod Andrews : Oliver Queen / Green Arrow
- Zachary Gordon : Dick Grayson / Nightwing
- Chandni Parekh : Harleen Quinzel / Harley Quinn
- Gina Rodriguez : Selina Kyle / Catwoman
- Jess Harnell : Oswald Cobblepot / The Penguin (le Pingouin en VF)
- Regi Davis : Victor Fries / Mr. Freeze
- SungWon Cho : Edward Nigma / The Riddler (l'Homme-mystère en VF) / Badcomputer (Calculateur en VF)
- James Arnold Taylor : The Toyman
- Kailey Snider : Pamela Isley / Poison Ivy
- Griffin Burns : Prank (Farceur en VF)
- Alexandra Novelle : Jestah (Taquine en VF)
- Josey Montana McCoy : Quizz
- Ariyan Kassam : Ducky (Coin-Coin en VF)
- Xolo Maridueña : Snowy (Flocon en VF)
- Tom Kenny : Crash

### Voix françaises
- Tom Trouffier : Bam, la Batmobile
- Fanny Bloc : Flamme
- Kaïna Blada : Flamme (voix chantée)
- Alice Orsat : Bibi, la Bat-moto
- Bastien Bourlé : Buff, le Bat-camion
- Anaïs Delva : Wing, le Batwing
- Anne Rondeleux : BO, le Bat-ordinateur
- Benjamin Bollen : MOE, le Mécanicien officiel de l'équipe
- Benoît Cauden : Le Joker
- Adrien Antoine : Batman
- Gabriel Bismuth-Bienaimé : Robin
- Karine Foviau : Cassandra Cain / Batgirl
- Dorothée Pousséo : Harley Quinn
- Adeline Chetail : Catwoman
- Jérémy Prévost : Le Pingouin
- Éric Peter : Mr. Freeze
- SungWon Cho : l'Homme-mystère
- Jérémie Covillault : Calculateur
- Emmanuel Curtil : Toyman
- Barbara Beretta : Poison Ivy
- Donald Reignoux : Farceur
- Alice Taurand : Taquine
- Rémi Gutton : Quizz
- Maxime Baudouin : Coin-Coin
- Maxime Hoareau : Flocon
- Laurent Morteau : Crash

Version française réalisée par Deluxe Media Paris ; direction artistique : Ninou Fratellini ; direction musicale : Magali Bonfils & Samuel Cohen ; adaptation : Anthony Panetto, Marie Causse, Pauline Beauruel ; adaptation des chansons : Samuel Cohen

## Personnages principaux

### Les Batwheels
- Bam, la Batmobile, le chef pas très sûr de lui.
- Flamme (Redbird en VO), le coupé sport de Robin et le plus jeune membre de l'équipe.
- Bibi, la moto très impulsive de Batgirl.
- Buff, la dépanneuse au cœur d'or.
- Wing, le jet supersonique et un peu prétentieux de Batman.
- B.O le Bat-ordinateur, figure maternelle de l'équipe.
- M.O.E. (Mobile Operation Expert en VO), robot mécanicien rigolo.

### La bat-famille
- Batman, justicier de Gotham et figure paternelle des Batwheels.
- Robin, jeune fan de mystère qui veut faire ses preuves aux yeux de Batman.
- Batgirl, casse-cou férue de technologie, « grande sœur » du groupe.
- Green Arrow, archer justicier de Star City et ami de Batman.
- Nightwing, l'ancien Robin allié de Batman.

### Les méchants
- le Joker, ennemi juré de Batman.
- Harley Quinn, complice du Joker.
- Catwoman, cambrioleuse féline.
- Le Pingouin, élégant criminel aux allures de manchot.
- Mr. Freeze, super-vilain contrôlant le froid avec sa combinaison mécanique.
- L'Homme-mystère, criminel obsédé par les énigmes.
- Toyman, ennemi de Superman amateur de jouets en tout genre.
- Poison Ivy, ennemie de Batman spécialiste des plantes.

#### La Légion du Vroum
- Farceur (Prank en VO), le fourgon du Joker.
- Taquine (Jestah en VO), le quad d'Harley Quinn.
- Quizz, l'hélicoptère de l'Homme-mystère.
- Coin-Coin (Ducky en VO), le bateau amphibie du Pingouin.
- Flocon (Snowy en VO), le camion de Mr. Freeze.
- Calculateur (Badcomputer en VO), intelligence artificielle à l'intérieur d'un tableau de score, dont l'objectif est de remplacer le Bat-ordinateur et devenir ainsi l'ordinateur le plus puissant de la Terre.

### Les gardiens de Gotham
- Grundy, un monster truck très puissant capable de détruire la fête foraine de Gotham.
- Kitty, le cabriolet de Catwoman.
- Paillette (Goldie en VO), le jet de Green Arrow.
- Nightbike, la moto de Nightwing.

## Personnages mineurs
- A.D.A.M. (Awesomely Dynamic Auto Mobile, en VO), la Batmobile de 1966.
- Alfie, un chauve-souriceau très joueur.

## Épisodes

### Saison 1
1. Les Origines secrètes des Batwheels (Secret Origin of the Batwheels)
2. Arrêtez-moi ce coin-coin ! (Stop That Ducky)
3. Buff a un super pote (Buff's BFF)
4. Bam s'envole (Up in the Air)
5. Le Rembobineur temporel (Bibi's Do-Over)
6. Sur le banc de touche (Sidekicked to the Curb)
7. Reste calme et tout roulera (Keep Calm and Roll On)
8. Les Nouvelles Options de Bam (Bam's Upgrade)
9. Flamme va à la plage (Redbird's Bogus Beach Day)
10. Bien comme dans la Batcave (Cave Sweet Cave)
11. Bat-trouillard (Scaredy-Bat)
12. Devine-moi ça (Riddle Me This)
13. Bande de vroums (Zoomsday)
14. Le Concours de pétarades (Rev and Let Rev)
15. Une journée sans Bat-ordinateur (Batcomputer for a Day)
16. Mange tes légumes (Grass is Greener)
17. Noël sous la glace (Holidays on Ice)
18. Le Sixième Joueur (Bam's Clawful Mistake)
19. Flamme et Bibi mènent l'enquête (Harley Did It)
20. Comme un Buff dans un magasin de porcelaine (Buff in a China Shop)
21. Le Double Maléfique de Bibi (A Tale of Two Bibis)
22. Tricher n'est pas jouer (Batty Race)
23. Les Reines de la voltige (When You're a Jet)
24. Bolide rebelle (Ride Along)
25. Bibi désobéit (Wheels Just Want to Have Fun)
26. Buff le dur a un cœur de mou (Tough Buff Blues)
27. La Mélodie du moteur (Wheel Side Story)
28. Mon toutou ce héros (Ace in the Hole)
29. Panique mécanique (Mechanic Panic)
30. Petit cours d'impro (Improvise My Ride)
31. Un duo d'enfer (Dynamic Du-Oh-No)
32. Ancienne et nouvelle générations (To the Batmobile!)
33. Le Chevalier de la nuit noire (The Dark Night)
34. Permis de blaguer (License to Joke)
35. Bibi a la poisse (Bibi's Bad Day)
36. Comme un oiseau dans l'eau (A Jet Out of Water)
37. Dans la carrosserie d'un autre  (Batty Body Swap)

### Saison 2
1. Nightbike (Nightbike)
2. Du rififi chez les projos (Bat-Light Blow-Out)
3. La soirée pyjama de Kitty (Kitty's Sleepover)
4. Mission : Peluche en détresse (Mission: Stuffed Animal)
5. 1, 2, 3, sauteur (Follow the Bouncing Bam)
6. Le Bam-stodonte (Big Rig Bam)
7. Voltiges aériennes (Air-Show, Don't Tell)
8. Pagaille sur la ville (Monster Truck Amok)
9. Peinture à paillettes (Razzle Dazzle Frazzle)
10. Mille et un Moe (Multi-MOE)
11. Titre français inconnu (The Ulti-Bat Rises)
12. Une aventure T-Rexcellente (A T-Rexcellent Adventure)
13. Le meilleur Bat-toutou (Bats In Show)
14. Les gardiens de Gotham (The Gotham Guardians)
15. Ça va swinguer (Save the Bat Dance for Me)
16. Nightbike et les bruits (Nightbike's Noisy Night)
17. Mini-Buff (Bite-Sized Buff)
18. Flamm'ouflage (Redbird-O-Flage)
19. Les citrouilles attaquent (Pumpkin Panic)
20. Le Magicien des Bats (The Wizard of Bats)
21. Il faut sauver Noël (The Great Christmas Caper)
22. La Batgirlmobile (The Batgirlmobile)
23. La plus belle voix de Gotham (Music Meister Mayhem)
24. Batwing et ses filets (Batwing and the Nets)
25. Saleté de méchant (Clay Date)
26. Il souhaitait une fois (Wish Upon a Car)
27. Bibi distraite (Bibi's Bat-Belt Blunder)
28. Bénévol-action (Lend Me Your Volunteer)
29. Le Chaos des condiments (Condiment Chaos!)
30. Bam met la gomme (Bat-Blast-Off!)
31. Kitty prend son envol (Flight of the Kitty)
32. Drôle de duo (The Bestah Way)
33. Moe le héros (MOE Alone)
34. Titre français inconnu (Bat-Buds Forever)
35. Titre français inconnu (Banebuggy)
36. Titre français inconnu (Spiffledipped)
37. Titre français inconnu  (Bibi and the Bad Seed)

### Courts métrages
1. Voici les Batwheels (Meet the Batwheels)
2. SOS Bathweels (Calling All Batwheels)
3. Bam ! (Bam!)
4. Buff le dur (Buff Tuff)
5. Plus vite (Faster)
6. Vole (Fly)
7. La Batcave qui fait peur (Spooky Batcave)
8. Flamme roule sous le vent (Robin's Ride)
9. Flûte, Bam bulle ! (Bam's Bubble Trouble)
10. Tout ira très bien (Wheelin' and Dealin)
11. Entretien avec un justicier masqué (Interview with a Crime Fighter)
12. Le plus beau cadeau du monde (The Best Present in the World)
13. Alfie, un nouvel ami (Silly Stowaway)
14. Service de nuit (The Knight Shift)
15. Robin, mon héros (Rockin' Robin)
16. Hip Hop Bibi (Bibi Bops)
17. Ça va Bat-winguer (Batwingin' It)
18. La Légion du Vroum (Bad to the Chrome)
19. Gare au Joker (A Joking Matter)
20. Embouteillage au parking (Parking Problems)
21. Bat-surf (Bat-Surfing)
22. Ton meilleur abri (I'll Be Your Shelter)

## Production

### Développement
En octobre 2020, il est annoncé qu'une série d'animation pour les enfants de 3 à 6 ans centrée sur la Batmobile était en développement chez Warner Bros. Animation, pour une diffusion prévue sur Cartoonito et HBO Max. Selon Tom Ascheim, président de Warner Bros. Global Kids, Young Adults and Classics, la série a été mise en chantier parce qu'elle rentrait dans les projets du studio sur la cible des très jeunes enfants. Michael G. Stern est chargé du développement,. Il est rejoint par  Simon J. Smith à la supervision. En décembre 2022, la série est renouvelée pour une deuxième saison, Stern et Smith étant promus producteurs exécutifs.

### Écriture
Lors de l'écriture de la série, Stern voulait éviter d'infantiliser les personnages, car il estimait devoir respecter les personnages d'origine. Seul le côté violent de Batman a été atténué. Les méchants sont fidèles aux représentations originales tout en convenant au public cible.  Harley Quinn devient ainsi une petite farceuse qui aime s'amuser.
Lors de la création des Batwheels, les scénaristes voulaient que chaque membre soit perçu comme « attachant » et « amusant », afin d'éviter que les enfants ne regardent la série que pour Batman. Pour ce faire, ils ont testé les personnalités de chaque personnage sur un groupe d'enfants, qui a jugé les personnages positivement. Les scénaristes ont également voulu éviter de dépeindre la Légion du Vroum comme de simples copies de leurs propriétaires. Ils ont donné à chaque véhicule ses propres caractéristiques. Farceur, le van du Joker, par exemple, a un petit côté « surfeur ».

### Musique
La musique de la série a été composée par Alex Geringas. La chanson du générique est écrite, interprétée et produite par Andy Sturmer, qui a précédemment composé les thèmes des séries Batman et Batman : L'Alliance des héros.